# Söngvakeppnin 2023
Der 32. Söngvakeppnin 2023 fand im Februar und März 2023 statt und war der isländische Vorentscheid für den Eurovision Song Contest 2023 in Liverpool (Vereinigtes Königreich). Produzierender und ausstrahlender Fernsehsender war wie in den vorherigen Jahren die isländische Rundfunkanstalt RÚV. Es gewann Diljá mit dem Lied Power.

## Format

### Konzept
Am 29. August 2022 bestätigte RÚV sowohl seine Teilnahme am Eurovision Song Contest 2023 als auch den Söngvakeppnin als Vorentscheid zu veranstalten. Dabei werden zehn Teilnehmer auf zwei Halbfinals aufgeteilt.

### Beitragswahl
Zwischen dem 29. August und dem 4. Oktober 2022 konnten interessierte Künstler Beiträge online einreichen. Insgesamt wurden 132 Lieder eingereicht, 28 Lieder weniger als im Vorjahr. Aus den Einreichungen wählte eine Jury aus Vertretern des Senders RÚV, des Verbands isländischer Musiker (FÍH) und der Vereinigung von Komponisten und Textdichtern (FTT) die zehn Teilnehmer aus.

## Teilnehmer
Die Teilnehmer wurden am 28. Januar 2023 vorgestellt. Die Teilnehmer sangen im Halbfinale alle auf Isländisch, wobei neun von zehn Beiträgen auch eine englischsprachige Version besitzen.

## Halbfinale

### Erstes Halbfinale
Das erste Halbfinale fand am 18. Februar 2023 statt.
| Platz | Startnr. | Interpret | Lied Musik (M) und Text (T) | Sprache    | Übersetzung (inoffiziell)        | Stimmen |
| ----- | -------- | --------- | --- | ---------- | -------------------------------- | ------- |
| 1.    | 2        | Diljá     | Lifandi inni í mér M/T: Pálmi Ragnar Ásgeirsson, Diljá Pétursdóttir                                                             | Isländisch | Lebendig in mir                  | 9.605   |
| 2.    | 4        | BRAGI     | Stundum snýst heimurinn gegn þér M: Bragi Bergsson, Joy Deb, Rasmus Palmgren, Aniela Eklund; T: Bragi Bergsson                  | Isländisch | Manchmal ist die Welt gegen dich | 7.135   |
| 3     | 3        | Celebs    | Dómsdags Dans M/T: Hrafnkell Hugi Vernharðsson, Katla Vigdís Vernharðsdóttir, Valgeir Skorri Vernharðsson, Árni Hjörvar Árnason | Isländisch | Weltuntergangstanz               | 7.133   |
| 4.    | 1        | Benedikt  | Þora M: Benedikt Gylfason, Hildur Kristín Stefánsdóttir; T: Benedikt Gylfason, Hildur Kristín Stefánsdóttir, Una Torfadóttir    | Isländisch | Mutiges Gesicht                  | 3.308   |
| 5.    | 5        | MÓA       | Glötuð ást M: Móeiður Júníusdóttir; T: Móeiður Júníusdóttir, Guðrún Sigríður Guðlaugsdóttir                                     | Isländisch | Verlorene Liebe                  | 2.262   |

 Kandidat hat sich für das Finale qualifiziert.

### Zweites Halbfinale
Das zweite Halbfinale fand am 25. Februar 2023 statt.
| Platz | Startnr. | Interpret                | Lied Musik (M) und Text (T) | Sprache    | Übersetzung (inoffiziell)  | Stimmen |
| ----- | -------- | ------------------------ | --- | ---------- | -------------------------- | ------- |
| 1.    | 3        | Langi Seli og Skuggarnir | OK M: Axel Hallkell Jóhannesson, Jón Þorleifur Steinþórsson, Erik Robert Qvick; T: Axel Hallkell Jóhannesson, Jón Þorleifur Steinþórsson | Isländisch | -                          | 12.714  |
| 2.    | 5        | Sigga Ózk                | Gleyma þér og dansa M: Klara Elias, Alma Goodman, David Mørup, James Gladius Wong; T: Klara Elias, Alma Goodman                          | Isländisch | Vergiss dich und tanze     | 10.024  |
| 3     | 1        | Úlfar                    | Betri maður M: Rob Price, Úlfar Viktor Björnsson; T: Elín Sif Halldórsdóttir                                                             | Isländisch | Ein besserer Mann          | 6.862   |
| 4.    | 4        | Silja Rós & Kjalar       | Ég styð þína braut M: Silja Rós Ragnarsdóttir, Rasmus Olsen; T: Silja Rós Ragnarsdóttir                                                  | Isländisch | Ich unterstütze deinen Weg | 5.178   |
| 5.    | 2        | Kristín Sesselja         | Óbyggðir M: Kristín Sesselja Einarsdóttir, Tiril Beisland, Vetle Sigmundstad; T: Kristín Sesselja Einarsdóttir, Guðrún Helga Jónasdóttir | Isländisch | Unbewohnt                  | 2.638   |

 Kandidat hat sich für das Finale qualifiziert.

### Wildcard
Während des zweiten Halbfinales wurde bekanntgegeben, dass ein Beitrag über eine Wildcard das Finale erreichen werde. Hierbei qualifizierte sich jener der sechs ausgeschiedenen Beiträge, der am besten im Voting abgeschnitten hatte.
| Platz | Interpret          | Lied Musik (M) und Text (T) | Sprache    | Übersetzung (inoffiziell)  | Stimmen |
| ----- | ------------------ | --- | ---------- | -------------------------- | ------- |
| 1.    | Celebs             | Dómsdags Dans M/T: Hrafnkell Hugi Vernharðsson, Katla Vigdís Vernharðsdóttir, Valgeir Skorri Vernharðsson, Árni Hjörvar Árnason          | Isländisch | Weltuntergangstanz         | 7.133   |
| 2.    | Úlfar              | Betri maður M: Rob Price, Úlfar Viktor Björnsson; T: Elín Sif Halldórsdóttir                                                             | Isländisch | Ein besserer Mann          | 6.862   |
| 3.    | Silja Rós & Kjalar | Ég styð þína braut M: Silja Rós Ragnarsdóttir, Rasmus Olsen; T: Silja Rós Ragnarsdóttir                                                  | Isländisch | Ich unterstütze deinen Weg | 5.178   |
| 4.    | Benedikt           | Þora M: Benedikt Gylfason, Hildur Kristín Stefánsdóttir; T: Benedikt Gylfason, Hildur Kristín Stefánsdóttir, Una Torfadóttir             | Isländisch | Mutiges Gesicht            | 3.308   |
| 5.    | Kristín Sesselja   | Óbyggðir M: Kristín Sesselja Einarsdóttir, Tiril Beisland, Vetle Sigmundstad; T: Kristín Sesselja Einarsdóttir, Guðrún Helga Jónasdóttir | Isländisch | Unbewohnt                  | 2.638   |
| 6.    | MÓA                | Glötuð ást M: Móeiður Júníusdóttir; T: Móeiður Júníusdóttir, Guðrún Sigríður Guðlaugsdóttir                                              | Isländisch | Verlorene Liebe            | 2.262   |

 Kandidat hat sich über die Wildcard für das Finale qualifiziert.

## Finale
Das Finale fand am 4. März 2023 statt. Langi Seli og Skuggarnir entschieden sich als einzige Teilnehmer dazu, mit der isländischen Version ihres Liedes anzutreten.

### Erste Runde
| Platz | Startnr. | Interpret                | Lied Musik (M) und Text (T) | Sprache    | Übersetzung (inoffiziell)        | Juryvoting | Televoting | Gesamt |
| ----- | -------- | ------------------------ | --- | ---------- | -------------------------------- | ---------- | ---------- | ------ |
| 1.    | 4        | Diljá                    | Power M/T: Pálmi Ragnar Ásgeirsson, Diljá Pétursdóttir                                                                                   | Englisch   | Kraft                            | 30.939     | 47.549     | 78.488 |
| 2.    | 5        | Langi Seli og Skuggarnir | OK M: Axel Hallkell Jóhannesson, Jón Þorleifur Steinþórsson, Erik Robert Qvick; T: Axel Hallkell Jóhannesson, Jón Þorleifur Steinþórsson | Isländisch | -                                | 22.059     | 31.557     | 53.616 |
| 3.    | 3        | Celebs                   | Doomsday Dancing M/T: Hrafnkell Hugi Vernharðsson, Katla Vigdís Vernharðsdóttir, Valgeir Skorri Vernharðsson, Árni Hjörvar Árnason       | Englisch   | Weltuntergangstanz               | 23.491     | 17.436     | 40.927 |
| 4.    | 2        | BRAGI                    | Sometimes the World’s Against You M: Bragi Bergsson, Joy Deb, Rasmus Palmgren, Aniela Eklund; T: Bragi Bergsson, Aniela Eklund           | Englisch   | Manchmal ist die Welt gegen dich | 22.345     | 14.463     | 36.808 |
| 5.    | 1        | Sigga Ózk                | Dancing Lonely M: Klara Elias, Alma Goodman, David Mørup, James Gladius Wong; T: Klara Elias, Alma Goodman, David Mørup                  | Englisch   | Alleine tanzend                  | 24.350     | 12.179     | 36.529 |

 Kandidat hat sich für die zweite Runde des Finales qualifiziert.

### Zweite Runde
| Platz | Startnr. | Interpret                | Lied Musik (M) und Text (T) | Sprache    | Übersetzung (inoffiziell) | Erste Runde | Zweite Runde | Gesamt  |
| ----- | -------- | ------------------------ | --- | ---------- | ------------------------- | ----------- | ------------ | ------- |
| 1     | 4        | Diljá                    | Power M/T: Pálmi Ragnar Ásgeirsson, Diljá Pétursdóttir                                                                                   | Englisch   | Kraft                     | 78.488      | 85.515       | 164.003 |
| 2     | 5        | Langi Seli og Skuggarnir | OK M: Axel Hallkell Jóhannesson, Jón Þorleifur Steinþórsson, Erik Robert Qvick; T: Axel Hallkell Jóhannesson, Jón Þorleifur Steinþórsson | Isländisch | -                         | 53.616      | 42.235       | 95.851  |

### Jury
Die Mitglieder der Jury des Finales wurde am Tag des Finales bekanntgegeben.
- Lovísa Elísabet Sigrúnardóttir – Musikerin
- Jón Ólafsson – Musiker
- Jóhann Kristófer Stefánsson – Künstler
- Guðlaug Sóley Höskuldsdóttir – Musikerin
- Gaute Ormåsen – Teilnehmer für Norwegen am Eurovision Song Contest 2022
- Ersin Parlak – Musikagent und Pressesprecher für San Marino beim Eurovision Song Contest
- Ramūnas Zilnys – Leiter der Musikredaktion bei LTR
- Helena Nilsson – Social-Media-Managerin
- Ihan Haydar – Teilnehmerin für Dänemark beim Eurovision Song Contest 2022
- Emely Griggs – Programmdirektorin bei SBS

### Detailliertes Juryvoting
| Startnr. | Song                              | Juror 1 | Juror 2 | Juror 3 | Juror 4 | Juror 5 | Juror 6 | Juror 7 | Juror 8 | Juror 9 | Juror 10 | Total  |
| -------- | --------------------------------- | ------- | ------- | ------- | ------- | ------- | ------- | ------- | ------- | ------- | -------- | ------ |
| 1        | Dancing Lonely                    | 2.292   | 2.292   | 2.005   | 2.292   | 1.719   | 3.438   | 3.438   | 2.005   | 2.864   | 2.005    | 24.350 |
| 2        | Sometimes the World’s Against You | 2.864   | 2.005   | 2.864   | 2.864   | 2.005   | 2.292   | 1.719   | 1.719   | 2.292   | 1.719    | 22.345 |
| 3        | Doomsday Dancing                  | 2.005   | 3.438   | 2.292   | 1.719   | 2.292   | 1.719   | 2.005   | 2.864   | 1.719   | 3.438    | 23.491 |
| 4        | Power                             | 3.438   | 2.864   | 3.438   | 3.438   | 2.864   | 2.864   | 2.292   | 3.438   | 3.438   | 2.864    | 30.939 |
| 5        | OK                                | 1.719   | 1.719   | 1.719   | 2.005   | 3.438   | 2.005   | 2.864   | 2.292   | 2.005   | 2.292    | 22.059 |